# Jacques-Laurent Agasse
Jacques-Laurent Agasse (Genebra, 24 de abril de 1767 – Londres, 27 de dezembro de 1849) foi um pintor suíço.

## Biografia
Nascido em Genebra, Agasse estudou na escola pública de artes daquela cidade. Antes de completar 20 anos, foi para Paris estudar veterinária, a fim de se familiarizar completamente com a anatomia de cavalos e outros animais. Ele parece ter posteriormente retornado à Suíça. O Tübinger Morgenblatt (1808, p. 876) diz que "Agasse, o célebre pintor de animais, agora na Inglaterra, deveu sua fortuna a um acidente. Há cerca de oito anos, estando então na Suíça, um inglês rico (George Pitt, mais tarde Lord Rivers) pediu-lhe para pintar o seu cão favorito ( galgo) que morreu. O inglês ficou tão satisfeito com seu trabalho que levou o pintor para a Inglaterra com ele".

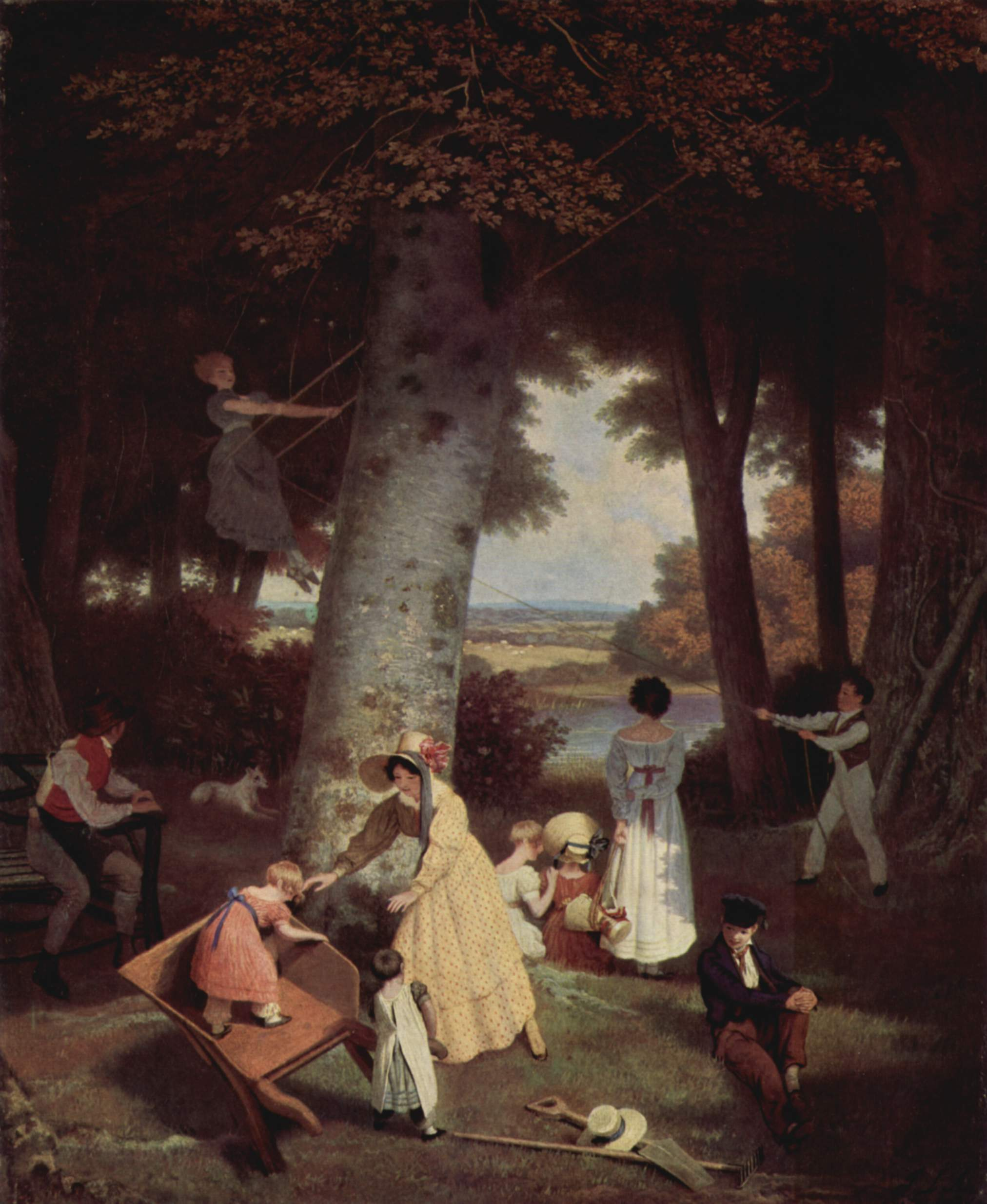
O playground (Der Spielplatz)

Nagler diz que foi um dos mais célebres pintores de animais no final do século XVIII e início do século XIX. Em Johann Georg Meusel 's Neue Miscellaneen (viii. 1052 e segs.), Compara Agasse e Philips Wouwerman, totalmente em favor do primeiro. Nesse artigo parcial, muito se fala de sua extrema devoção à arte, de seu maravilhoso conhecimento de anatomia, de seu gosto especial pelos cavalos de corrida ingleses e de sua excelência em representá-los. Ele aparece pela primeira vez nos catálogos da Academia em 1801 como o expositor do 'Retrato de um Cavalo', e continuou a exibir mais ou menos até 1845 (contradizendo a declaração de Nagler de que ele morreu "por volta de" 1806).

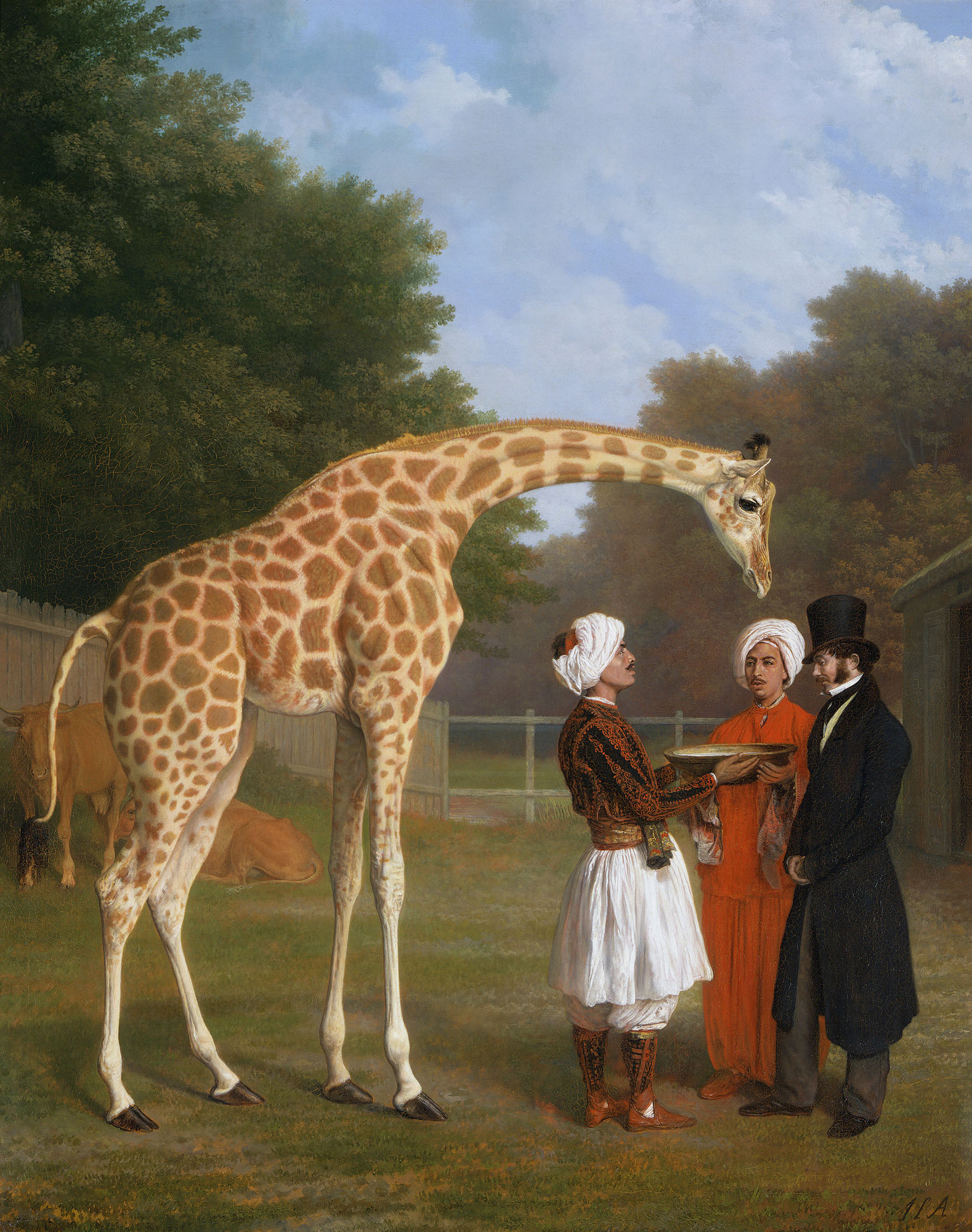
The Nubian Giraffe, de Jacques-Laurent Agasse (c.1827), retrata uma das três girafas enviadas para a Europa por Mehmet Ali Pasha (outra era Zarafa). Este foi recebido por George IV em Londres. O cavalheiro mostrado com a cartola é Edward Cross, operador do zoológico em Exeter Exchange e, em seguida, nos Jardins Royal Surrey. Agasse pintou muitos outros animais de sua coleção

Nos catálogos, seu nome é indicado como JL Agasse ou Agassé. A quantidade de vezes que Agassé mudou de endereço confirma a afirmação de Redgrave de que "viveu pobre e morreu pobre". O escritor do panegírico já citado diz, porém, que não trabalhou por dinheiro, mas que foi impelido a avançar pela força irresistível do gênio natural.
Ele também é destaque no thriller francês L'Antiquaire, com algumas obras a ele creditadas - uma pintura de dois leopardos, entre outros.

## Galleria

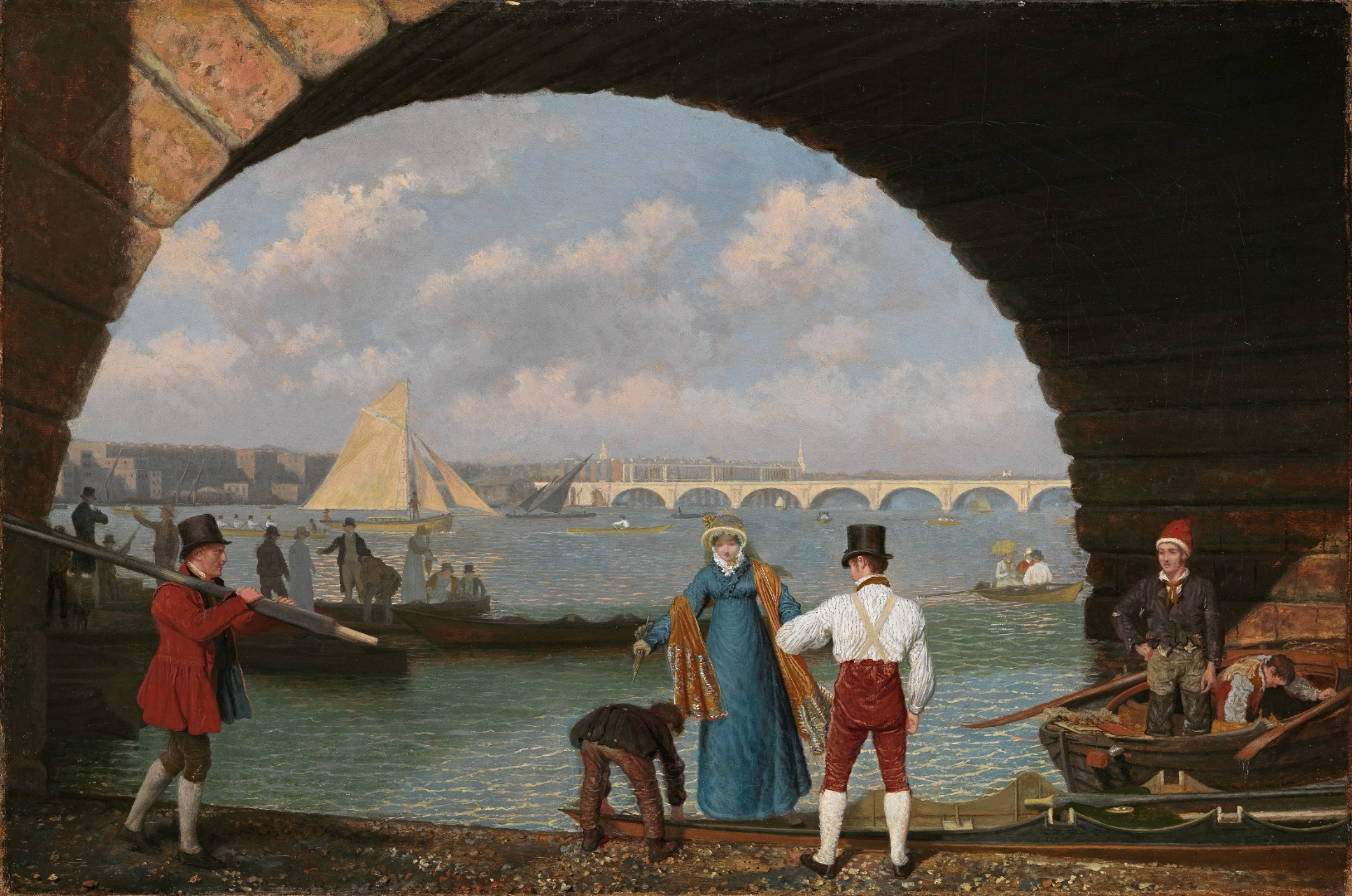
Desembarque na ponte de Westminster , 1818, óleo sobre tela, Fundação Oskar Reinhart , Winterthur
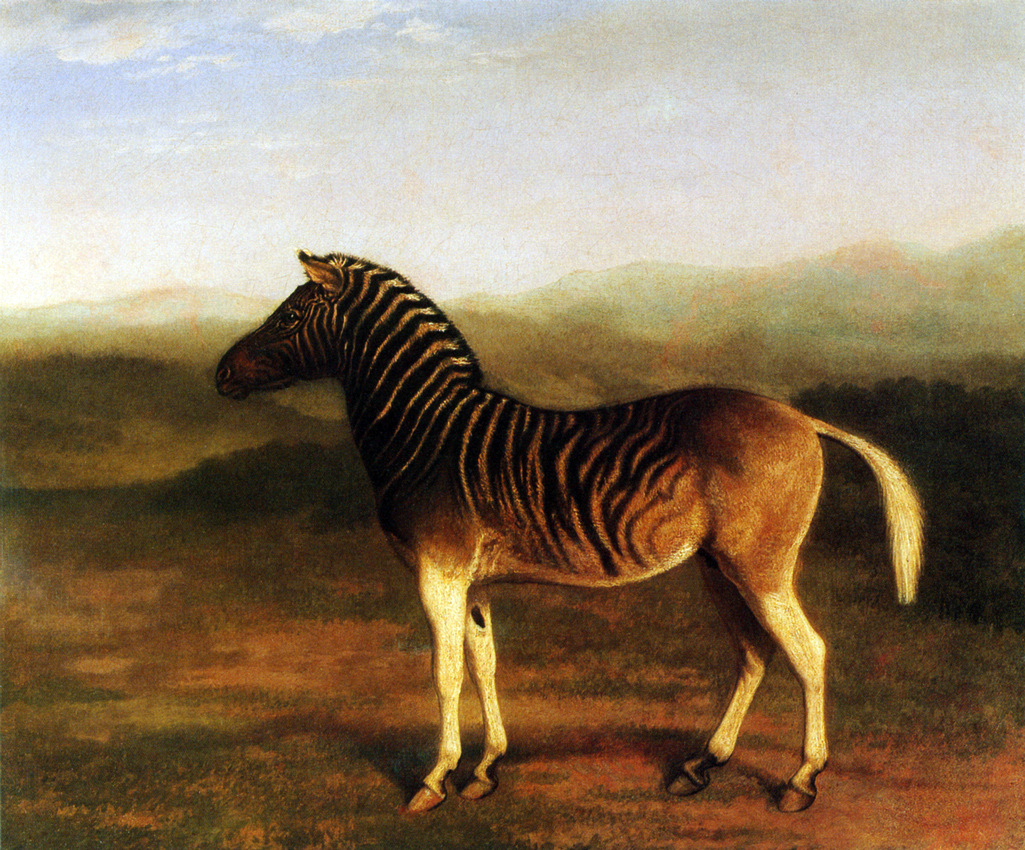
Male Quagga, início de 1800, Royal College of Surgeons
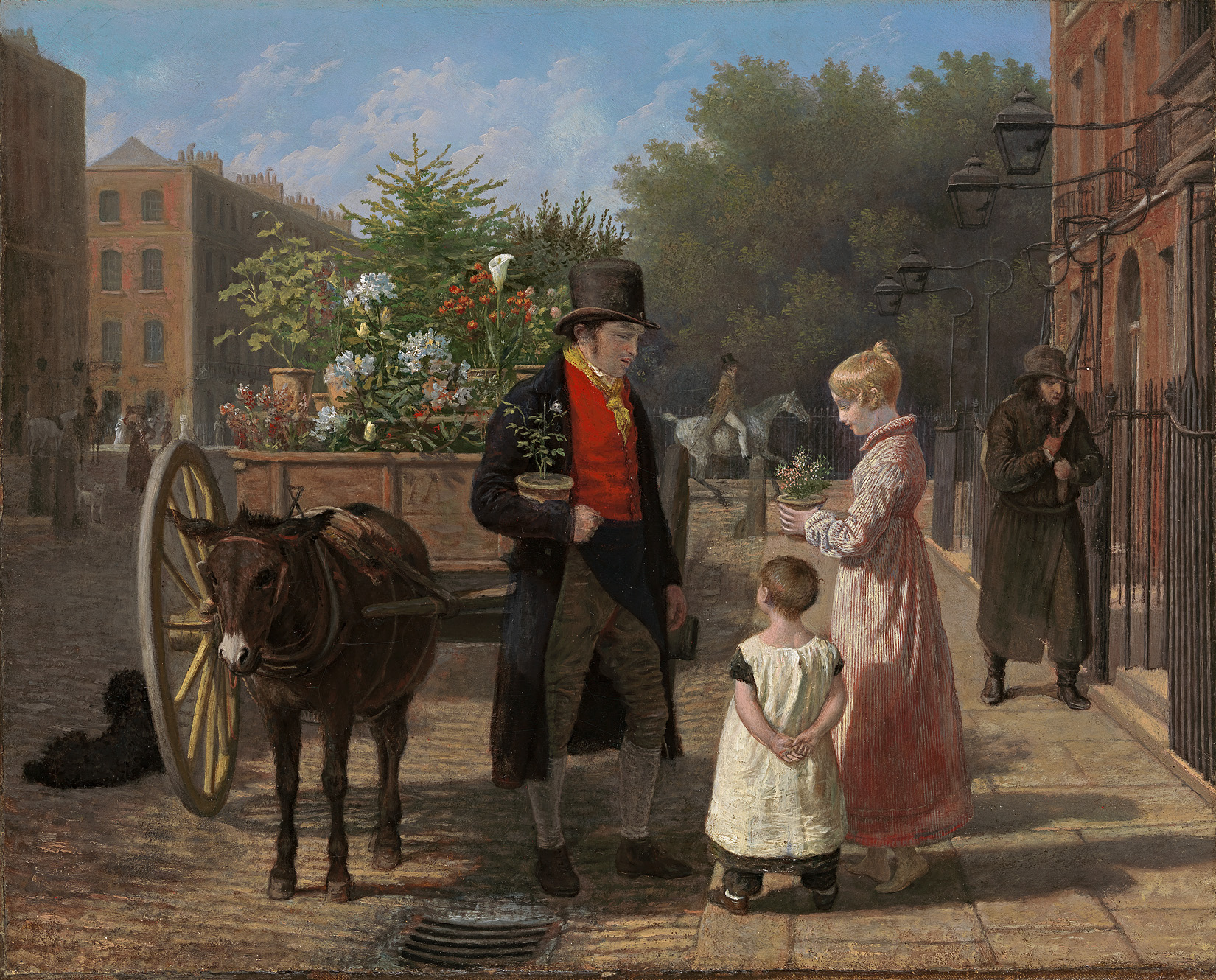
Vendedor de flores , 1822, óleo sobre tela, coleção Oskar Reinhart, Winterthur
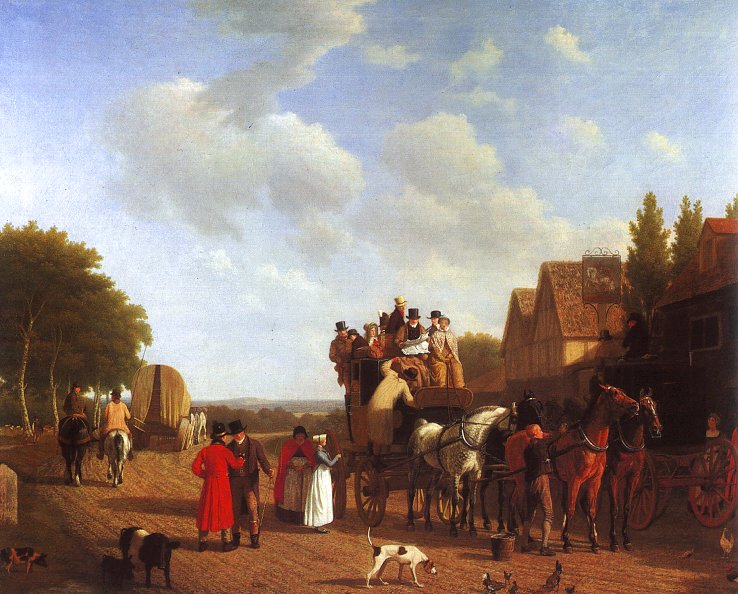
The Last Stage on the Portsmouth Road , 1815, óleo sobre tela, Fundação Oskar Reinhart, Winterthur
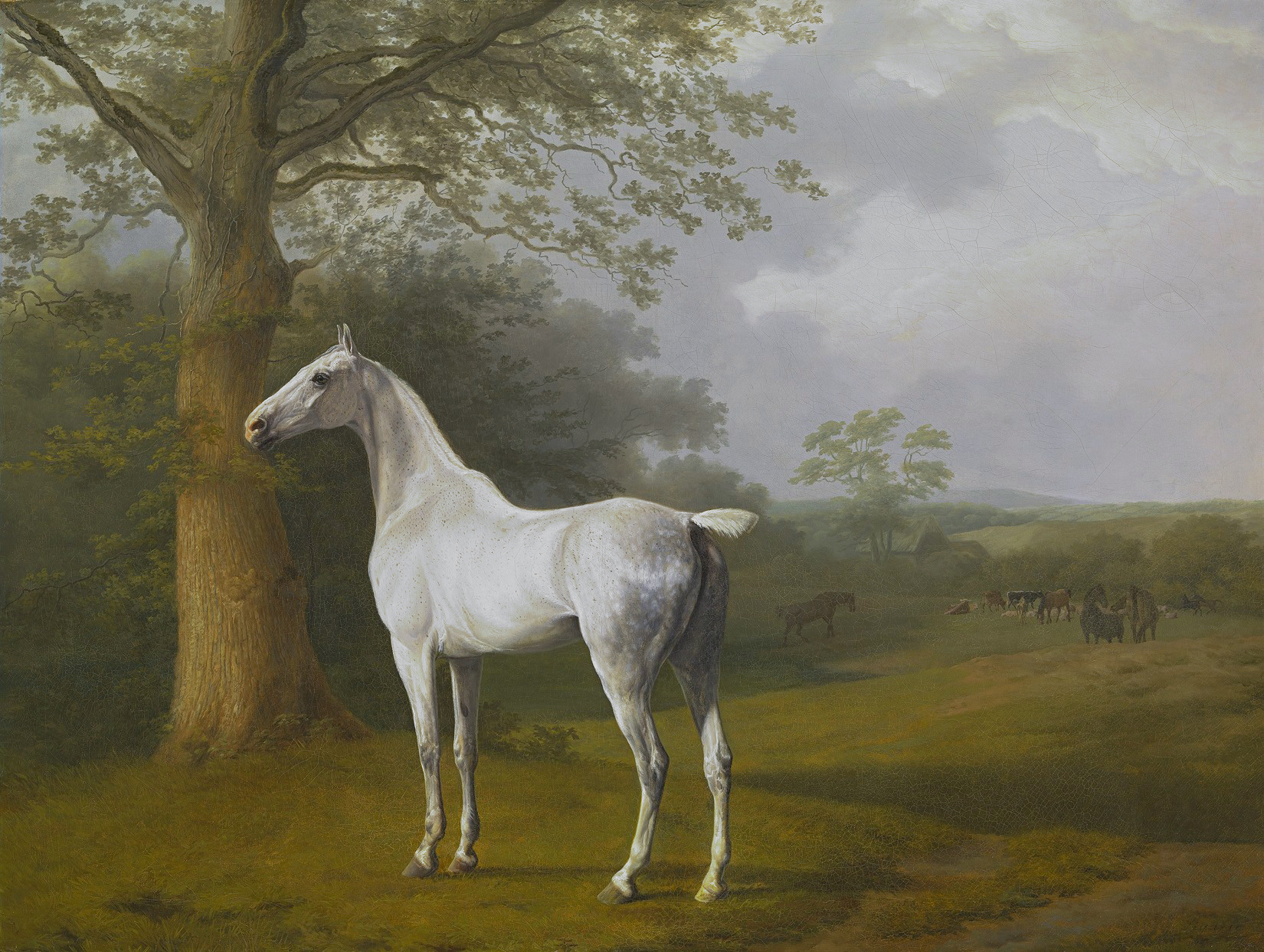
White Horse in Pasture , 1806-1807, óleo sobre tela, Fundação Oskar Reinhart, Winterthur
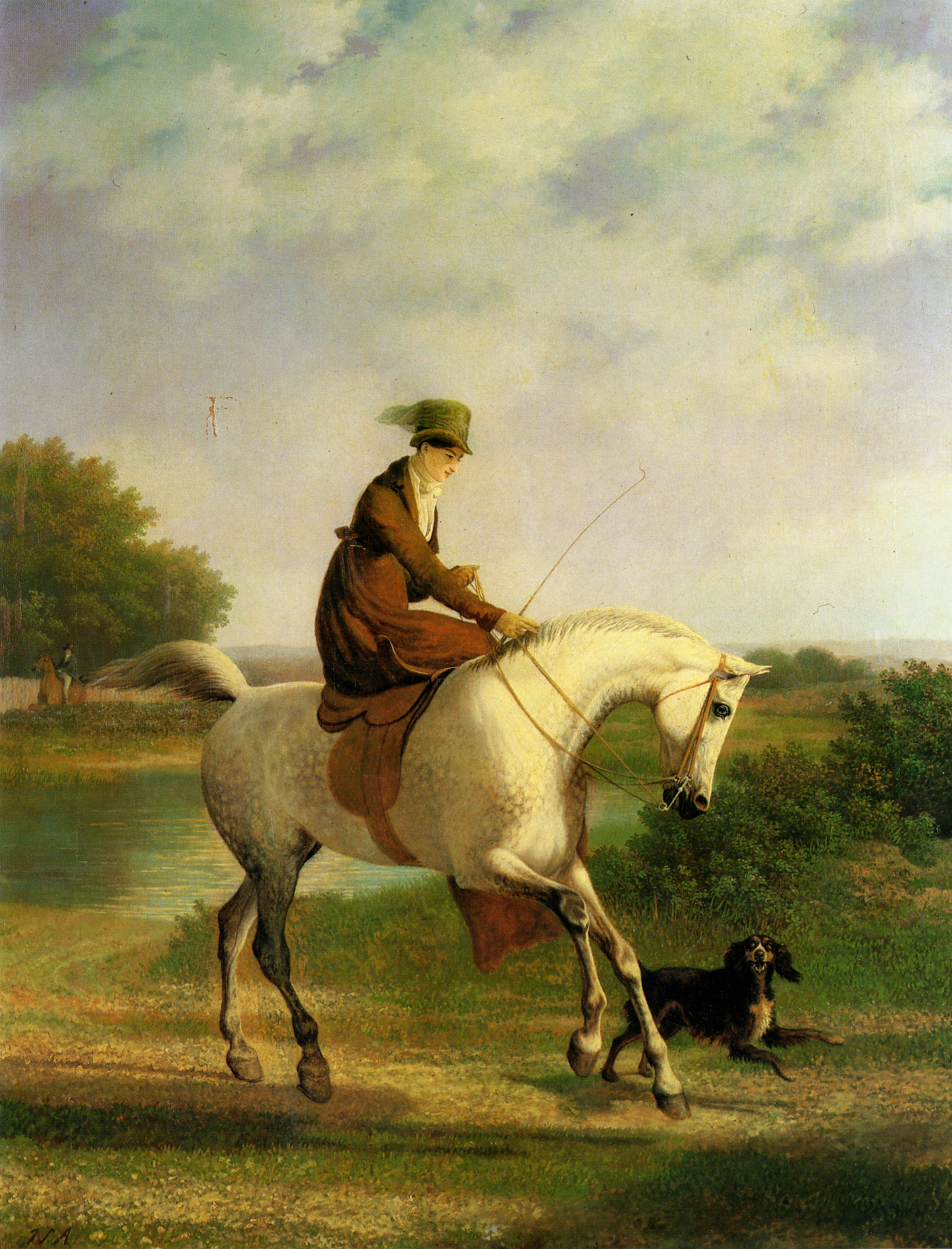
Emma Powles
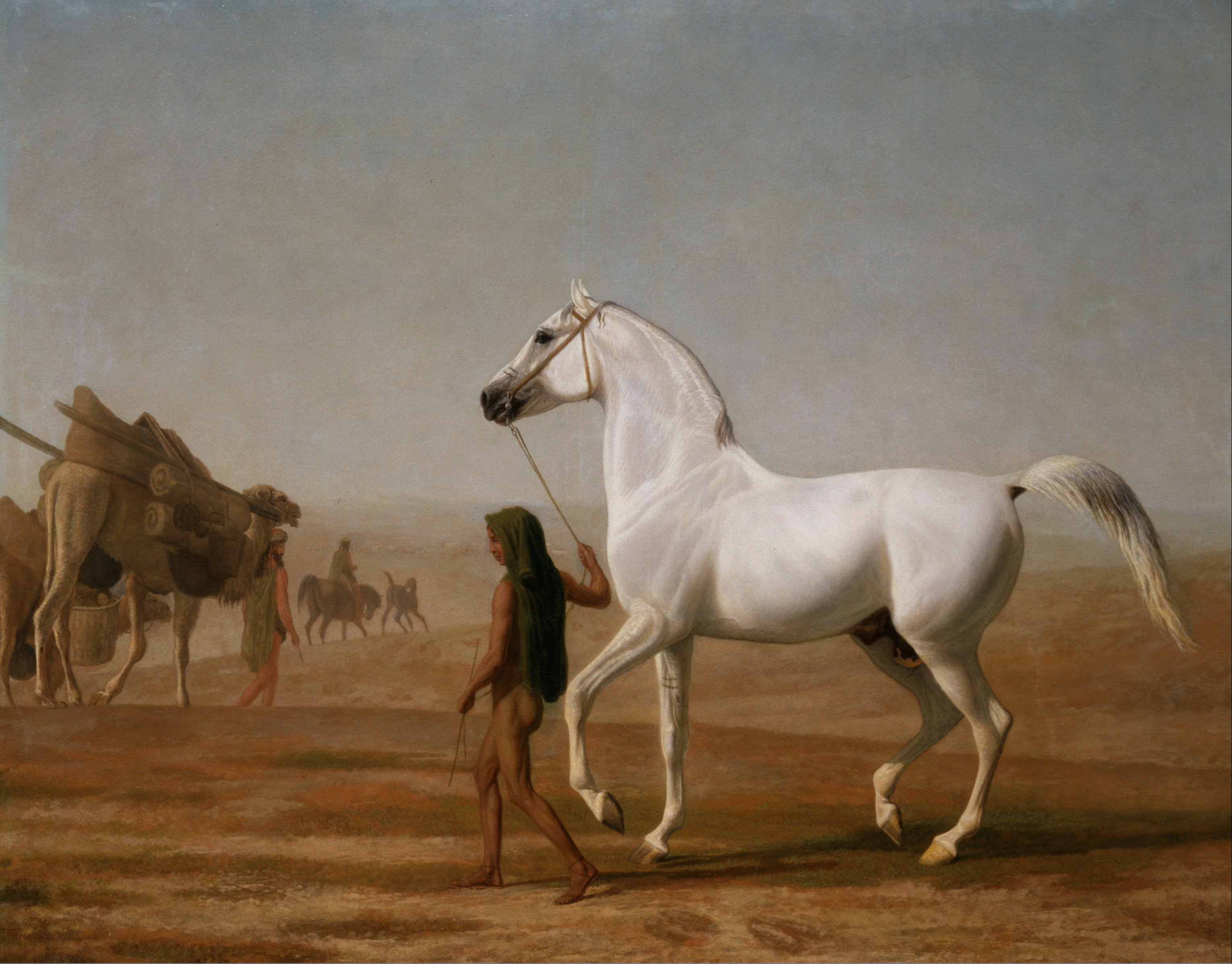
O Arabian Wellesley Grey conduziu pelo deserto
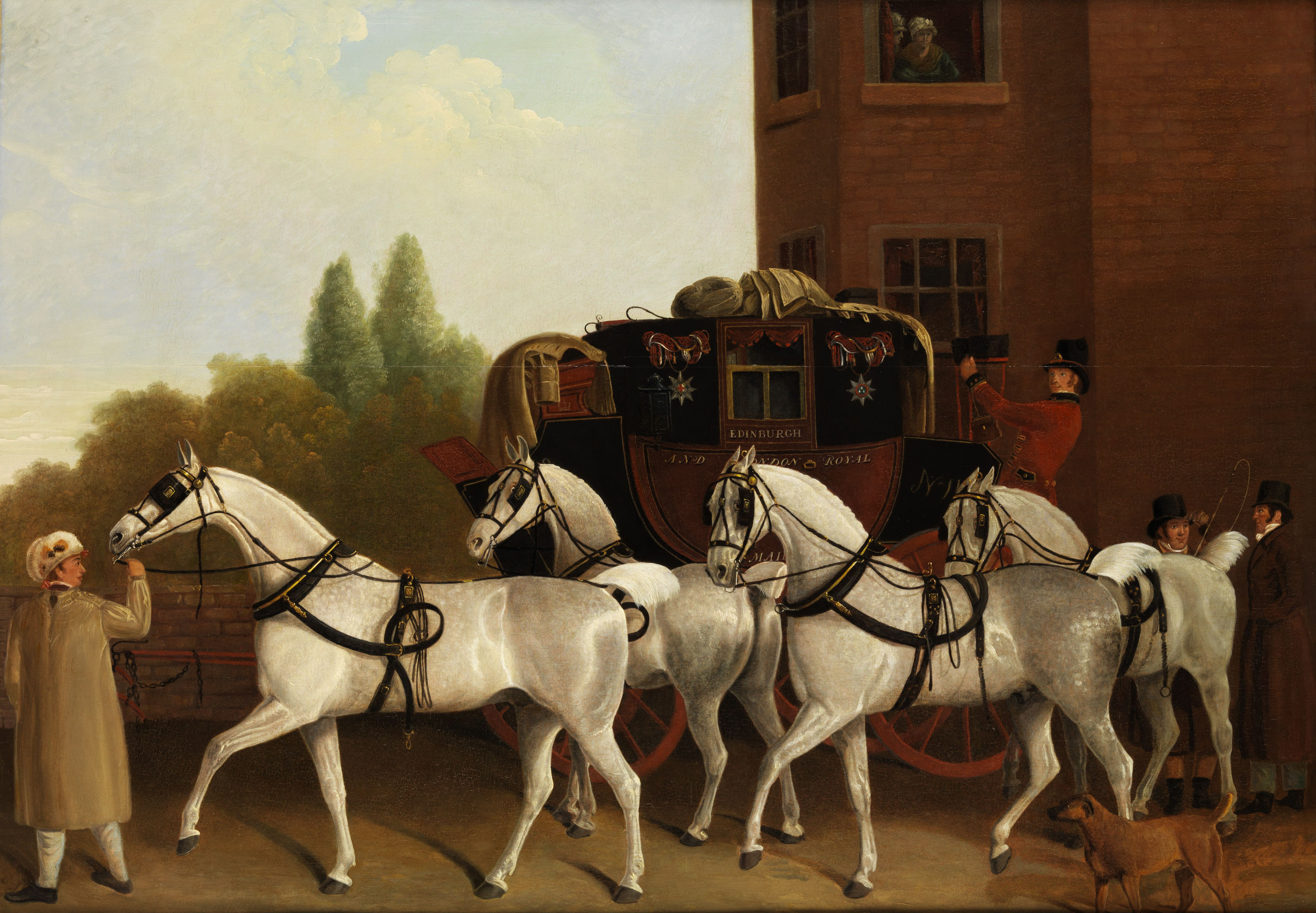
Edimburgo e London Royal Mail
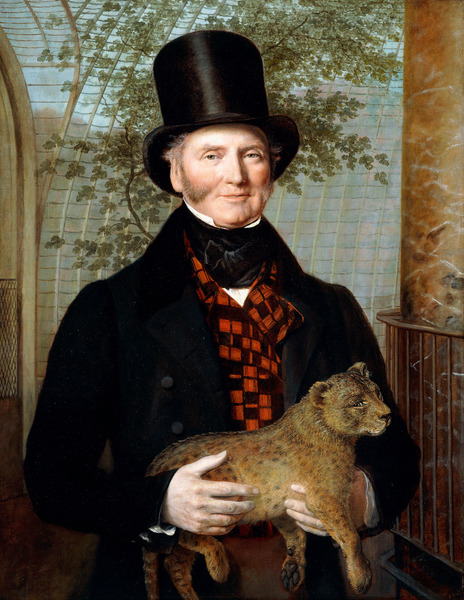
Edward Cross (1774–1854), proprietário do zoológico.